# Marcillac-Lanville
Marcillac-Lanville è un comune francese di 618 abitanti situato nel dipartimento della Charente, nella regione della Nuova Aquitania.

## Società

### Evoluzione demografica
Abitanti censiti